# Amore e morte a Long Island
Amore e morte a Long Island (Love and Death on Long Island) è un film del 1997 diretto da Richard Kwietniowski, con protagonisti John Hurt e Jason Priestley.
Il film è tratto dall'omonimo romanzo di Gilbert Adair, e nella trama di amore e ossessione si trovano molti punti di contatto con La morte a Venezia (Death in Venice) di Thomas Mann. Tra le ispirazioni, più o meno intenzionali, vi è un gioco di parole tra il titolo originale e il cognome del protagonista, Death / De'Ath.

## Trama
Giles De'Ath è un abitudinario scrittore inglese di mezza età, rimasto vedovo da poco, solitario e poco incline alla modernità. L'uomo passa le sue giornate tra letture e ripetitivi gesti quotidiani. Un giorno, dopo aver dimenticato le chiavi di casa, rimane bloccato fuori dal suo appartamento e vista la pioggia incessante decide di passare il tempo andando al cinema a vedere un film tratto da un'opera di E. M. Forster, ma accidentalmente sbaglia sala e si ritrova a vedere un film adolescenziale intitolato Hotpants College II. L'uomo rimane subito colpito dalla bellezza del protagonista Ronnie Bostock, e sviluppa un'ossessione per quel giovane attore. Inizia comprare riviste per teenager, ritaglia tutte le sue foto e per la prima volta si compra un televisore e un videoregistratore per poter vedere tutti i suoi film. Questa ossessione lo porta ad isolarsi ulteriormente, dalla governante e dai pochi amici rimasti, tra cui il suo agente che gli suggerisce di prendersi una vacanza.
Giles decide di andare a Long Island alla ricerca di Ronnie. Prende per la prima volta un aereo e successivamente un treno per raggiungere la città natale di Ronnie, dove si prende una stanza di un motel per diverse settimane. L'uomo si mette alla ricerca del suo amato, senza successo, ma riesce ad allacciare i rapporti con Audrey, la fidanzata di Ronnie. Nei giorni successivi Giles e Audrey passano il tempo a parlare, fino a quando l'uomo diventa un assiduo frequentatore della loro casa, potendo finalmente incontrare Ronnie. Ronnie è lusingato dalle attenzioni di Giles, visto che l'uomo si proposto di scrivere una sceneggiatura che meglio si adatti alle capacità recitative di Ronnie per dare una svolta alla sua carriera.
Audrey inizia ad sospettirsi sulle reali motivazioni di Giles, e quando la ragazza comunica all'uomo che lei e Ronnie andranno via per un po' di tempo, Giles rimane molto turbato, e in un ultimo disperato tentativo si confronta con Ronnie, confessandogli i propri sentimenti. Ronnie lo respinge, ma sembra sinceramente preoccupato per lui. Giles si vede costretto a tornare in Inghilterra alla sua vita di sempre.

## Produzione
Le riprese del film si sono svolte da aprile a maggio 1996 in Nuova Scozia, Londra, New York e Long Island.

## Distribuzione
Il film è stato presentato in anteprima l'11 maggio 1997 nella sezione Un Certain Regard al Festival di Cannes 1997. Successivamente è stato presentato ad altri festival cinematografici, tra cui Toronto International Film Festival, per poi debuttare limitatamente nelle sale cinematografiche statunitensi il 6 marzo 1998.

## Premi
- Chicago International Film Festival 1997 – Premio FIFRESCI (menzione speciale) a Richard Kwietniowski e John Hurt
- National Board of Review Awards 1998 – Riconoscimento speciale
- New York Film Critics Circle Awards 1998 – Miglior film d'esordio a Richard Kwietniowski
- Premi BAFTA 1999 – Carl Foreman Award per il promettente esordio a Richard Kwietniowski